# 강화 곤릉
강화 곤릉(江華 坤陵)은 인천광역시 강화군 양도면에 있는 고려 강종의 부인 원덕태후 유씨의 무덤이다. 1992년 3월 10일 대한민국의 사적 제370호 곤릉으로 지정되었으나, 2011년 현재의 명칭으로 변경되었다.

## 개요
원덕태후는 고종의 어머니로 강종 1년(1212)에 왕비가 되고 연덕궁주라 하였다. 뒷날 원덕태후는 추대되고 1253년에 정강의 시호가 더해졌는데, 언제 사망하였는지는 알려지지 않고 있다.
석물은 없어졌고 봉분과 무덤을 둘러싼 담도 무너졌던 것을 1974년에 지금의 모습으로 손질하여 고쳤다.

## 사적 승격사유
이 유적들은 고려시대 왕릉 또는 왕비릉으로서 묘제상으로는 지정가치가 없으나, 역사성이 인정되고, 고려 공양왕 고릉(사적 제191호)과 고려 고종홍릉(사적 제224호)이 이미 사적으로 지정된 바 있으므로 경기도 지정문화재(기념물)로 지정되어 있는 것을 국가지정문화재인 사적으로 승격 지정하고자 함.

## 같이 보기
- 원덕태후